# 17-й гвардейский штурмовой авиационный полк
17-й гвардейский штурмовой авиационный полк  — воинская часть вооружённых сил СССР в Великой Отечественной войне.

## История
Сформирован 07.03.1942 путём преобразования 65-го штурмового авиационного полка приказом Наркома обороны СССР No. 70 от 07.03.1942 года.
В составе действующей армии с 08.03.1942 по 13.01.1945.
Одновременно с преобразованием полк был перевооружён самолётами Ил-2.
В марте 1942 года наносил удары по оборонительной полосе, укреплениям, аэродромам в полосе действия 32-й армии, а с апреля 1942 года в полосе действия 26-й армии.
Так, в августе 1942 года летал на штурмовку аэродромов в Луостари, Тунгозеро, Тикшаозеро.
В ноябре 1942 года вошёл в состав 261-й штурмовой авиадивизии.
С февраля 1943 года полк вошёл в состав 258-й смешанной авиационной дивизии. Продолжал действия на кандалакшском и мурманском направлениях. С 24 августа дивизия переименована в 1-ю гвардейскую смешанную авиационную дивизию. Отдельные подразделения полка привлекались даже в специальную группу по отражению налётов, совершаемых авиацией противника на Ленинград.
В составе дивизии принимал участие в операциях и битвах:
- Оборона Заполярья[2] — с 27 февраля 1943 года по 24 августа 1943 года.
- Свирско-Петрозаводская операция[2] — с 21 июня 1944 года по 9 августа 1944 года.
- Петсамо-Киркенесская операция[2] — с 7 октября 1944 года по 29 октября 1944 года.

К 20 июня 1944 года полк передислоцирован в район реки Свирь, где принял участие в Свирско-Петрозаводской операции, штурмуя колонны и укрепления противника. В октябре 1944 года, участвуя в Петсамо-Киркенесской операции, полк поддерживает войска 131-го стрелкового корпуса, уничтожил несколько миномётных батарей, нанёс удар по аэродрому Сальмиярви, поддерживает наступающие войска на подступах к Киркенесу.
С 11 ноября 1944 года полк передан в 261-ю штурмовую авиационную дивизию. Базировался в Заполярье, в боях не участвовал.

## Полное наименование
- 17-й гвардейский штурмовой авиационный полк

## Подчинение
| Дата            | Фронт (округ)             | Армия                | Корпус | Дивизия                                       | Примечания |
| --------------- | ------------------------- | -------------------- | ------ | --------------------------------------------- | ---------- |
| 01.04.1942 года | Карельский фронт          | 32-я армия           | -      | -                                             | -          |
| 01.05.1942 года | Карельский фронт          | 26-я армия           | -      | -                                             | -          |
| 01.06.1942 года | Карельский фронт          | 26-я армия           | -      | -                                             | -          |
| 01.07.1942 года | Карельский фронт          | 26-я армия           | -      | -                                             | -          |
| 01.08.1942 года | Карельский фронт          | -                    | -      | -                                             | -          |
| 01.09.1942 года | Карельский фронт          | -                    | -      | -                                             | -          |
| 01.10.1942 года | Карельский фронт          | 26-я армия           | -      | -                                             | -          |
| 01.11.1942 года | Карельский фронт          | 26-я армия           | -      | -                                             | -          |
| 01.12.1942 года | Карельский фронт          | 7-я воздушная армия  | -      | 261-я штурмовая авиационная дивизия           | -          |
| 01.01.1943 года | Карельский фронт          | 7-я воздушная армия  | -      | 261-я штурмовая авиационная дивизия           | -          |
| 01.02.1943 года | Карельский фронт          | 7-я воздушная армия  | -      | 261-я штурмовая авиационная дивизия           | -          |
| 01.03.1943 года | Карельский фронт          | 7-я воздушная армия  | -      | 258-я смешанная авиационная дивизия           | -          |
| 01.04.1943 года | Карельский фронт          | 7-я воздушная армия  | -      | 258-я смешанная авиационная дивизия           | -          |
| 01.05.1943 года | Карельский фронт          | 7-я воздушная армия  | -      | 258-я смешанная авиационная дивизия           | -          |
| 01.06.1943 года | Карельский фронт          | 7-я воздушная армия  | -      | 258-я смешанная авиационная дивизия           | -          |
| 01.07.1943 года | Карельский фронт          | 7-я воздушная армия  | -      | 258-я смешанная авиационная дивизия           | -          |
| 01.08.1943 года | Карельский фронт          | 7-я воздушная армия  | -      | 258-я смешанная авиационная дивизия           | -          |
| 01.09.1943 года | Карельский фронт          | 7-я воздушная армия  | -      | 1-я гвардейская смешанная авиационная дивизия | -          |
| 01.10.1943 года | Карельский фронт          | 7-я воздушная армия  | -      | 1-я гвардейская смешанная авиационная дивизия | -          |
| 01.11.1943 года | Карельский фронт          | 7-я воздушная армия  | -      | 1-я гвардейская смешанная авиационная дивизия | -          |
| 01.12.1943 года | Карельский фронт          | 7-я воздушная армия  | -      | 1-я гвардейская смешанная авиационная дивизия | -          |
| 01.01.1944 года | Карельский фронт          | 7-я воздушная армия  | -      | 1-я гвардейская смешанная авиационная дивизия | -          |
| 01.02.1944 года | Карельский фронт          | 7-я воздушная армия  | -      | 1-я гвардейская смешанная авиационная дивизия | -          |
| 01.03.1944 года | Карельский фронт          | 7-я воздушная армия  | -      | 1-я гвардейская смешанная авиационная дивизия | -          |
| 01.04.1944 года | Карельский фронт          | 7-я воздушная армия  | -      | 1-я гвардейская смешанная авиационная дивизия | -          |
| 01.05.1944 года | Карельский фронт          | 7-я воздушная армия  | -      | 1-я гвардейская смешанная авиационная дивизия | -          |
| 01.06.1944 года | Карельский фронт          | 7-я воздушная армия  | -      | 1-я гвардейская смешанная авиационная дивизия | -          |
| 01.07.1944 года | Карельский фронт          | 7-я воздушная армия  | -      | 1-я гвардейская смешанная авиационная дивизия | -          |
| 01.08.1944 года | Карельский фронт          | 7-я воздушная армия  | -      | 1-я гвардейская смешанная авиационная дивизия | -          |
| 01.09.1944 года | Карельский фронт          | 7-я воздушная армия  | -      | 261-я штурмовая авиационная дивизия           | -          |
| 01.10.1944 года | Карельский фронт          | 7-я воздушная армия  | -      | 261-я штурмовая авиационная дивизия           | -          |
| 01.11.1944 года | Карельский фронт          | 7-я воздушная армия  | -      | 261-я штурмовая авиационная дивизия           | -          |
| 01.12.1944 года | -                         | 14-я отдельная армия | -      | 261-я штурмовая авиационная дивизия           | -          |
| 01.01.1945 года | -                         | 14-я отдельная армия | -      | 261-я штурмовая авиационная дивизия           | -          |
| 01.02.1945 года | Беломорский военный округ | -                    | -      | 261-я штурмовая авиационная дивизия           | -          |
| 01.03.1945 года | Беломорский военный округ | -                    | -      | 261-я штурмовая авиационная дивизия           | -          |
| 01.04.1945 года | Беломорский военный округ | -                    | -      | 261-я штурмовая авиационная дивизия           | -          |
| 01.05.1945 года | Беломорский военный округ | -                    | -      | 261-я штурмовая авиационная дивизия           | -          |

## Командиры
- Филин Василий Михайлович, полковник
- Белоусов, Владимир Игнатьевич подполковник
- Андреев Георгий Арсеньевич, майор
- Каськов Семён Романович, подполковник

## Отличившиеся воины полка
| Награда | Ф. И. О.                   | Должность           | Звание          | Дата награждения | Данные о вылетах                                                                                                 | Примечания                                                               |
| ------- | -------------------------- | ------------------- | --------------- | ---------------- | --- | ------------------------------------------------------------------------ |
|         | Белый, Николай Артамонович | командир эскадрильи | гвардии капитан | 10.07.1944       | - | 01.07.1944 в экипаже со стрелком Г. Ф. Калугиным совершил огненный таран |
|         | Кобзев, Степан Петрович    | командир эскадрильи | гвардии майор   | 02.11.1944       | к моменту представления (октябрь 1943) 317 боевых вылетов на штурмовку военных объектов, 3 сбитых лично самолёта | -                                                                        |

## Благодарности Верховного Главнокомандующего
Воинам полк в составе 1-й гвардейской смешанной авиационной дивизии объявлены благодарности Верховного Главнокомандующего:
- за овладение городом Петсамо (Печенга)[3].
- за освобождение района Никель, Ахмалахти, Сальмиярви[4].
- за овладение городом Киркенес[5].
- за освобождение Печенгской области[6].